# Campionati del mondo di ciclismo su pista 2021 - Scratch femminile
La gara di scratch femminile ai Campionati del mondo di ciclismo su pista 2021 si svolse il 20 ottobre 2021.

## Podio
| Pos.    | Atleta             | Nazionalità |
| ------- | ------------------ | ----------- |
| Oro     | Martina Fidanza    | Italia      |
| Argento | Maike van der Duin | Paesi Bassi |
| Bronzo  | Jennifer Valente   | Stati Uniti |

## Risultati
40 giri (10 km)
| Posizione | Atleta                 | Nazione       | Gap in giri |
| --------- | ---------------------- | ------------- | ----------- |
| 1         | Martina Fidanza        | Italia        |             |
| 2         | Maike van der Duin     | Paesi Bassi   |             |
| 3         | Jennifer Valente       | Stati Uniti   |             |
| 4         | Maggie Coles-Lyster    | Canada        |             |
| 5         | Hanna Tserakh          | Bielorussia   |             |
| 6         | Victoire Berteau       | Francia       |             |
| 7         | Alžbeta Bačíková       | Slovacchia    |             |
| 8         | Daria Pikulik          | Polonia       |             |
| 9         | Petra Ševčíková        | Rep. Ceca     |             |
| 10        | Neah Evans             | Gran Bretagna |             |
| 11        | Tania Calvo            | Spagna        |             |
| 12        | Anita Stenberg         | Norvegia      |             |
| 13        | Olivija Baleišytė      | Lituania      |             |
| 14        | Yumi Kajihara          | Giappone      |             |
| 15        | Tetyana Klimchenko     | Ucraina       |             |
| 16        | Aline Seitz            | Svizzera      |             |
| 17        | Verena Eberhardt       | Austria       |             |
| 18        | Victoria Velasco       | Messico       |             |
| 19        | Amber Joseph           | Barbados      |             |
| 20        | Johanna Kitti Borissza | Ungheria      |             |
| DNS       | Maria Martins          | Portogallo    |             |